# 潘曾锡
潘曾锡（1930年5月—2021年4月17日），男，江苏宜兴人，中华人民共和国政治人物，曾任中国船舶工业总公司副总经理、党组副书记，新华社香港分社副社长，第八届全国政协委员。